# Фомичев, Демьян Галактионович
Демьян Галактионович Фомичев (1876—1943) — русский архитектор.

## Биография
Родился в 1876 году в деревне Починок Галичского уезда Костромской губернии.
Ушёл во главе бригады плотников-односельчан ушёл на заработки в Санкт-Петербург, где окончил школу десятников и работал техником-архитектором. В 1907 году поступил в Высшее художественное училище при Императорской Академии художеств. Окончил её по мастерской профессора А. Н. Померанцева в 1915 году, получив звание художника-архитектора.
Умер в 1943 году.

## Проекты
- Воронежская улица, д. 69 — доходный дом. 1900.
- Съезжинская улица, д. 25 — доходный дом. 1901.
- Среднеохтинский проспект, д.№ 38 — здание бань И. З. Захарова. 1901.
- 4-я Советская улица, д. 41 — доходный дом. 1901. (надстроен).
- Гаванская улица, д. 5, двор — здание бань. 1901—1902. Совместно с Ф. Д. Павловым.
- Малодетскосельский проспект, д. 25/Батайский переулок, д. 10-12 — доходный дом. 1902.
- Тележная улица, д. 21 — доходный дом. 1902.
- Боровая улица, д. 59, двор — доходный дом. 1903.
- Нарвский проспект, д. 9 — доходный дом. 1903.
- Лиговский проспект, д. 229/Прилукская улица, д. 17 — доходный дом. 1903. Включен существовавший дом.
- Прилукская улица, д. 13 — доходный дом. 1904.
- Лиговский проспект, д. 135 — доходный дом. 1904.
- Малодетскосельский проспект, д. 30 — доходный дом. 1905.
- Большая Пушкарская улица, д. 3, правая часть — доходный дом. 1908.
- Шамшева улица, д. 15б — доходный дом. 1909.
- Улица Академика Павлова, д. 12, правый корпус — здание общества беспроволочного телеграфа и телефона. 1909—1910. (Надстроено).
- 8-я Красноармейская улица, д. 15 — доходный дом. 1909—1910.
- Набережная реки Фонтанки, д. 145, левая часть — переулок Макаренко, д. 14 — доходный дом. 1910.
- Улица Ватутина, д. 8 — доходный дом. 1911.
- Улица Куйбышева, д. 10 — доходный дом. 1912—1913.
- 4-я линия, д. 21 — доходный дом П. С. Прохорова. 1913—1914.
- Каменноостровский проспект, д. 14 — жилой дом, построенный в советское время
- Малая Посадская, д. 4 — жилой дом, построенный в советское время

Ряд жилых и производственных зданий, построенных в Ленинграде в советское время.